# Mormolyca sotoana
Mormolyca sotoana är en orkidéart som först beskrevs av Germán Carnevali och Gómez-juárez, och fick sitt nu gällande namn av Mario Alberto Blanco. Mormolyca sotoana ingår i släktet Mormolyca och familjen orkidéer. Inga underarter finns listade i Catalogue of Life.